# Laevicephalus vannus
Laevicephalus vannus är en insektsart som beskrevs av Knull 1954. Laevicephalus vannus ingår i släktet Laevicephalus och familjen dvärgstritar. Inga underarter finns listade i Catalogue of Life.